# NGC 1059
NGC 1059 is een dubbelster in het sterrenbeeld Ram. Het hemelobject werd op 25 januari 1832 ontdekt door de Britse astronoom John Herschel.